# Dicranomyia (Dicranomyia) lagunta makoo
Dicranomyia (Dicranomyia) lagunta makoo is een ondersoort van de tweevleugelige Dicranomyia (Dicranomyia) lagunta uit de familie steltmuggen (Limoniidae). De ondersoort komt voor in het Australaziatisch gebied.